# Barry Davis (Ringer)
Barry Alan Davis (* 17. September 1961 in Bloomfield, Indiana) ist ein ehemaliger US-amerikanischer Ringer und Gewinner der Silbermedaille bei den Olympischen Spielen 1984 in Los Angeles im freien Stil im Bantamgewicht.

## Werdegang
Barry Davis besuchte die Cedar Rapids Prairie High School und begann dort als Jugendlicher mit dem Ringen. Er konzentrierte sich dabei ganz auf den freien Stil. Beim Ringen an der High School war er schon sehr erfolgreich, denn er gewann dort von 109 Kämpfen 102. Er gewann dabei auch dreimal die High-School-Meisterschaft des Staates Iowa. Nach der Aufnahme eines Studiums an der Iowa State University setzte er seinen Sport dort fort und bekam in dem Olympiasieger von 1972 Dan Gable einen der besten US-amerikanischen Freistil-Trainer.
Barry Davis gewann in den Jahren 1982 im Fliegengewicht und 1983 und 1985 im Bantamgewicht den Titel bei den NCAA Division I Collegiate Championships, das entspricht dem US-amerikanischen Studentenmeister. Barry Davis rang auch für den Hawkeye Wrestling Club in Iowa City. Er wurde dreimal Meister des Staates Iowa, belegte bei der USA-Meisterschaft der AAU (Amateur Athleten Union) 1982 im Fliegengewicht den 2. Platz hinter Gene Mills und gewann im Jahre 1987 den USA-Meistertitel im Bantamgewicht.
Seine internationale Ringerlaufbahn begann bei der Junioren-Weltmeisterschaft 1981 (Espoirs = Altersgruppe bis zum 20. Lebensjahr) in Vancouver. Im Bantamgewicht gewann er dabei die Silbermedaille hinter dem sowjetischen Sportler Arsen Fadsajew, der einmal einer der größten Freistilringer alle Zeiten werden sollte. 1983 folgte dann für Barry Davis der Sieg bei den Panamerikanischen Spielen in Caracas im Bantamgewicht. Er gewann dort vor Rafael Torres aus Kuba u. Orlando Caceres aus Puerto Rico.
Bei der Weltmeisterschaft 1983 in Kiew musste Barry Davis dann gehöriges Lehrgeld bezahlen, denn er kam über einen 12. Platz im Bantamgewicht nicht hinaus. Dieses WM-Turnier wurde von Sergei Beloglasow aus der Sowjetunion vor dem Japaner Hideaki Tomiyama, beides zwei ganz große Ringer, gewonnen.
Barry Davis schaffte nach der Enttäuschung bei der Weltmeisterschaft von 1983 aber dann schon im nächsten Jahr das beste Ergebnis seiner internationalen Ringerlaufbahn. Bei den Olympischen Spielen 1984 in Los Angeles gewann er vier Kämpfe und stand damit Hideaki Tomiyama im Endkampf gegenüber. Diesen gewann Tomiyama allerdings klar nach Punkten. Barry Davis konnte aber mit dem Gewinn der olympischen Silbermedaille glänzen.
Auch bei den Weltmeisterschaften der folgenden zwei Jahre schnitt Barry Davis ganz hervorragend ab. Bei der Weltmeisterschaft 1986 in Budapest belegte er im Bantamgewicht den 3. Platz und bei der Weltmeisterschaft 1987 in Clermont-Ferrand gar den 2. Platz. Beide Male wurde er dabei von Sergei Beloglasow besiegt, 1986 im Halbfinale und 1987 im Finale.
Nach 1987 beendete Barry Davis seine internationale Ringerlaufbahn. Er war schon 1986 Assistenz-Trainer an der Iowa State University geworden. Dieses Amt behielt er bis 1992. Seit 1993 ist Barry Davis Cheftrainer der Freistilringer an der University of Wisconsin–Madison. Er wohnt mit seiner Familie in Madison, Wisconsin. Für seine Verdienste um den Ringersport wurde er 2007 in die National Wrestling Hall of Fame aufgenommen.

## Internationale Erfolge
(OS = Olympische Spiele, WM = Weltmeisterschaft, F = freier Stil, Fl = Fliegengewicht, Ba = Bantamgewicht, damals bis 52 kg bzw. 57 kg Körpergewicht)
- 1981, 2. Platz, Junioren-WM in Vancouver, F, Ba, hinter Arsen Fadsajew, UdSSR u. vor Iwan Todorow, Bulgarien, Chuk Woo-Park, Südkorea u. Béla Nagy, Ungarn;
- 1983, 1. Platz, Panamerikanische Spiele in Caracas, F, Ba, vor Rafael Torres, Kuba u. Orlando Caceres, Puerto Rico;
- 1983, 12. Platz, WM in Kiew, F, Ba, Sieger: Sergei Beloglasow, UdSSR vor Hideaki Tomiyama, Japan u. Stefan Iwanow, Bulgarien;
- 1984, Silbermedaille, OS in Los Angeles, F, Ba, mit Siegen über Guan Bunima, Volksrepublik China, Hawkins, Neuseeland, Kim Eui-Kon, Südkorea u. Zoran Šorov, Jugoslawien und einer Niederlage gegen Hideaki Tomiyama;
- 1986, 3. Platz, WM in Budapest, F, Ba, hinter Sergei Beloglasow u. Georgi Kaltschew, Bulgarien u. vor Alejandro Puerto Diaz, Kuba, Kaltmaag Batuul, Mongolei u. Sandor Nemeth, Ungarn;
- 1986, 3. Platz, World Cup in Toledo/USA, F, Ba, hinter Sergei Beloglasow u. Alejandro Puerto Diaz;
- 1987, 2. Platz, WM in Clermont-Ferrand, F, Ba, hinter Sergei Beloglasow u. vor Ahmet Ak, Türkei, Stefan Iwanow, Li Chol, Nordkorea u. Georg-Josef Auer, Österreich